# شارلوت و دوست‌پسرش
شارلوت و دوست‌پسرش (به فرانسوی: Charlotte et son Jules‎) یک فیلم کوتاه ۱۳ دقیقه‌ای فرانسوی محصول سال ۱۹۵۸  به کارگردانی ژان-لوک گدار کارگردان فرانسوی-سوئیسی است. این فیلم به‌طور کامل از داخل اتاق یک هتل گرفته شد، که در آن ژول (ژان-پل بلموندو) به شارلوت (آن کولت) از بازیگران اصلی این فیلم هستند. صدای بلموندو در واقع توسط گدار دوبله شده‌است.
این فیلم ادای احترامی به بازی تک‌نفره موفق ژان کوکتو است.

## بازیگران
- ژان-پل بلموندو در نقش ژول
- ژرار بلن در نقش دوست پسر جدید
- آن کولت در نقش شارلوت
- ژان-لوک گدار در نقش ژول (صدا)